# Дебриштиця
Де́бриштиця (болг. Дебръщица) — село в Пазарджицькій області Болгарії. Входить до складу общини Пазарджик.

## Населення
За даними перепису населення 2011 року у селі проживали 910 осіб.
Національний склад населення села:
| Національність   | Кількість осіб | Відсоток |
| ---------------- | -------------- | -------- |
| болгари          | 889            | 99,4%    |
| цигани           | 0              | 0%       |
| не визначились   | 3              | 0,3%     |
| Всього відповіли | 894            |          |

Розподіл населення за віком у 2011 році:
Динаміка населення: